# Welgelegen (buurtschap)
Welgelegen is een buurtschap in de gemeenten Heerenveen en Opsterland, in de Nederlandse provincie Friesland.
Het ligt aan de gelijknamige weg tussen Jubbega en Hoornsterzwaag. Deze weg loopt feitelijk dood op een bedrijf dat in Hoornsterzwaag is gelegen, aan de Bij de Leijwei waarvan de buurtschap grotendeels parallel is gelegen.
De bewoning tot aan de bocht in de weg valt onder Jubbega. Na de bocht valt de bewoning verdeeld over Lippenhuizen en Hemrik qua adressering. Het oostelijke puntje valt feitelijk onder Hoornsterzwaag, maar kent geen bewoning. De buurtschap kent verspreide bewoning en werd in 1848 voor het eerst gemeld.
Dorpen: Akkrum · Bontebok · De Knipe · Gersloot · Gersloot-Polder · Haskerdijken · Heerenveen · Hoornsterzwaag · Jubbega · Katlijk · Luinjeberd · Mildam · Nes · Nieuwebrug · Nieuwehorne · Nieuweschoot · Oldeboorn · Oranjewoud · Oudehorne · Oudeschoot · Terband · Tjalleberd

Buurtschappen: Anneburen · Birstum · Brongerga · Henshuizen · Meskenwier · Oosterboorn · Oude Schouw (deels) · Pean · Poppenhuizen · Schurega · Sorremorre · Spitsendijk · Sythuizen · Warniahuizen · Welgelegen (deels)

Friesland: Steden en dorpen      Nederland: Provincies · Gemeenten
Dorpen: Bakkeveen · Beetsterzwaag · Drachten-Azeven · Frieschepalen · Gorredijk · Hemrik · Jonkersland · Langezwaag · Lippenhuizen · Luxwoude · Nij Beets · Olterterp · Siegerswoude · Terwispel · Tijnje · Ureterp · Waskemeer (klein deel) · Wijnjewoude

Buurtschappen: Allardsoog (deels) · Haneburen · Hanebuurt · Heidehuizen · Hemrikerverlaat · Klein Groningen · Kooibos · Kortezwaag · Moskou (deels) · Nieuwe Vaart · Oosterend · Oud Beets · Petersburg (deels) · Rolbrug · Selmien · Sparjebird · Uilesprong · Ureterp aan de Vaart · Voorwerk · Vosseburen · Welgelegen (deels) · Wijngaarden · Wijnjeterpverlaat

Friesland: Steden en dorpen      Nederland: Provincies · Gemeenten